# Stichocrepis armata
Stichocrepis armata is een vliesvleugelig insect uit de familie Pteromalidae. De wetenschappelijke naam is voor het eerst geldig gepubliceerd in 1860 door Förster.